# Pressekreterare
Pressekreterare är en specialistfunktion inom yrkesgruppen kommunikatörer. Ofta används begreppet pressansvarig. Beteckningarna syftar på en person som (ibland ensam, ibland med kolleger)  arbetar med att hantera ett företags, en organisations eller en myndighets massmediekontakter. Pressekreterarens arbetsinnehåll och plats i organisationen kan variera, bland annat beroende på verksamhetens art och storlek.

## Presschef
Ett närliggande yrke är presschef, som dock ofta har en mer centralt placerad roll hos uppdragsgivaren, är chef och arbetsledare, och har mer strategiska arbetsuppgifter. Presschefen leder massmediearbetet inom verksamheten, är ofta medlem av verksamhetens ledningsgrupp och kan vara chef för en större eller mindre grupp medarbetare som arbetar med medierelationer.

## Arbetsuppgifter
Till pressekreterarens och presschefens huvuduppgifter hör att vara en servicefunktion för både massmedierna och uppdragsgivaren. Genom proaktiva och reaktiva mediekontakter, till exempel pressmeddelanden, pressmöten, arrangemang av studiebesök, pressjour, budskapsformulering och -träning, förmedling av kontakter med mera, arbetar de med att etablera och underhålla goda kontakter och ett förtroende mellan medierna och den verksamhet som de arbetar för.
Både pressekreteraren och presschefen kan ibland, om de utses till detta, i olika sammanhang även fungera som talesmän för verksamheten, men även här varierar praxis. Ofta lägger istället uppdragsgivrena talesmannarollen på andra befattningshavare. Omvärlds- och mediabevakning kan också ingå i arbetsuppgifterna för pressekreteraren och presschefen.
Presschefen, pressekreteraren och andra funktioner som ansvarar för en verksamhets mediekontakter har även ofta centrala funktioner i verksamhetens krishantering.

## Plats i organisationen
Pressekreteraren och presschefen tillhör ofta verksamhetens informationsavdelning eller, om det rör sig om större verksamheter, en speciell pressenhet.